# Denis Sieffert
Pour les articles homonymes, voir Sieffert.
Denis Sieffert est un journaliste français né le 6 juin 1950. Depuis 1999, il dirige l'hebdomadaire Politis.

## Biographie
Ancien militant trotskiste de l'Organisation communiste internationaliste jusqu'en 1981, il a été président de l'Union nationale des étudiants de France - unité syndicale (UNEF-US) entre 1975 et 1978, laissant  ensuite sa place à Jean-Christophe Cambadélis.
Proche des mouvements antilibéraux ou altermondialistes, il est aussi familier des questions écologistes et d'écologie politique.[réf. nécessaire]

## Ouvrages
Il est l'auteur de sept essais : quatre parus aux éditions La Découverte et le dernier paru aux éditions Les Petits matins :
- La Guerre israélienne de l'information (2003) en collaboration avec la photographe Joss Dray.  (ISBN 978-2707138392)
- Israël-Palestine, une passion française (2005) qui se propose d'étudier l'influence du conflit israélo-palestinien dans la société française.
- Comment peut-on être (vraiment) républicain ? (2006) qui pose le problème de la confusion conceptuelle qui s'est emparée du terme de « République » dans le discours politique français.  (ISBN 9782707149411)
- La Nouvelle Guerre médiatique israélienne (2009) qui se propose d'étudier la communication de Tsahal et le comportement des médias face à celle-ci.  (ISBN 978-2707158086)
- Denis Sieffert et Michel Soudais, Mélenchon et les médias, Paris, Politis, novembre 2012, 96 p. (ISBN 979-10-92021-00-4). Cet ouvrage revient sur le système médiatique et le rôle de certains « médiacrates » représentants d'une machine à fabriquer du consentement à l'ordre social. Il revient également sur la critique bourdieusienne et des médias et sur le rapport de Jean-Luc Mélenchon à la presse écrite et audiovisuelle pendant la campagne présidentielle de 2012[3].
- Gauche : les questions qui fâchent ... et quelques raisons d'espérer (2021). Cet ouvrage dit que la gauche pourrait disparaitre, qu'il est nécessaire de comprendre où s'est perdu l'idéal, pour identifier comment le revitaliser. L'auteur y pioche des fâcheries contemporaines, le progrès, l'absolutisme de la République, le dévoiement du principe de laïcité, ou encore la tentative de museler tout débat[4],[5]. (ISBN 978-2-36383-286-3)

- Trotskisme, histoires secrètes, de Lambert à Mélenchon (2024), coécrit avec Laurent Mauduit, sur l'histoire et l'héritage politique de l'Organisation communiste internationaliste, dont ils furent tous deux membres.  (ISBN 978-2-36383-398-3)